# Dictatuur II
Dictatuur II is een hoorspel van Jean-Pierre Plooij. De KRO zond het uit op dinsdag 30 januari 1973. De regisseur was Anne Marie Prins. De uitzending duurde 25 minuten.

## Rolbezetting
- Frits Thors (inleider)
- Naomi Duveen, Petra Dumas, Jankees Duvekot & Bruce Gray (verdere medewerkenden)

## Inhoud
De auteur heeft zijn eerste sporen heeft verdiend in experimentele, happening-achtige hoorspelproducties. In dit spel heeft hij een van zijn dramatische concepten uitgewerkt tot een radiotekst, samengesteld uit generaliserende dialogen, woordreeksen, verhaalstructuren en muzikaal-akoestische effecten. Uitgangspunt is een krantenbericht dat waarschuwt tegen het gebruik van “hexachlorofeen” in cosmetica als deodorants, aangezien het hersenbeschadiging blijkt te kunnen veroorzaken. De tekst ontwikkelt dan met groteske speelmiddelen een scherpe kritiek op de consumptiemaatschappij…